# Canal de Wessem à Nederweert
Le Canal de Wessem à Nederweert (en néerlandais, Kanaal Wessem-Nederweert) est un canal du Limbourg néerlandais.
Comme son nom l'indique, le canal s'étend entre Wessem et Nederweert et il relie la Meuse au Zuid-Willemsvaart. Le canal, d'une longueur de 17 km, a été inauguré officiellement le 22 octobre 1929. Le canal compte une seule écluse à Panheel.

## Source

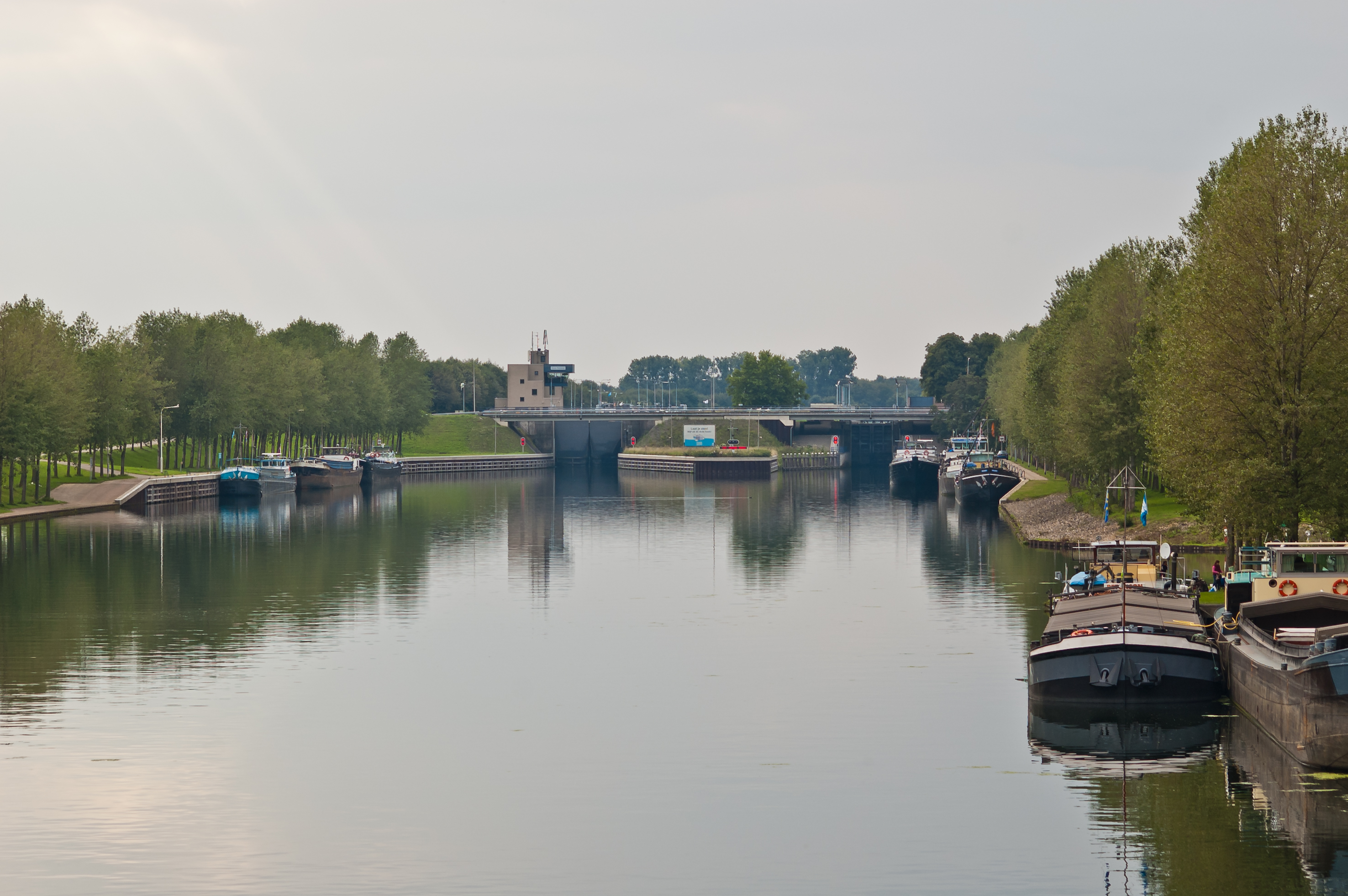
Canal de Wessem à Nederweert et écluse

- (nl) Cet article est partiellement ou en totalité issu de l’article de Wikipédia en néerlandais intitulé « Kanaal Wessem-Nederweert » (voir la liste des auteurs).